# Stop Online Piracy Act
Stop Online Piracy Act (zkráceně SOPA) je návrh amerického zákona z roku 2011, který měl omezit počítačové pirátství. Byl prosazován především nahrávacími společnostmi. Kdyby byl přijat, zvýšil by pravomoci amerických institucí a držitelů práva bojovat proti porušování autorských práv. Na základě rozhodnutí jakéhokoliv federálního soudu by bylo možné zakročit proti každému webu, na němž se nachází obsah porušující autorská práva nebo který jen odkazuje na závadný obsah.
Podle odpůrců by měl zákon v případě schválení významný negativní dopad na celosvětový internet v podobě jeho svobody a nezávislosti. Na druhou stranu dle svých zastánců by pomohl tento návrh zákona lépe chránit duševní vlastnictví a navazující průmysl, pracovní místa a příjmy, přičemž je potřeba posílit ochranu autorských práv zejména na zahraničních webech. V důsledku protestů veřejnosti, do kterých se mj. zapojila i anglická Wikipedie, však z přijetí zákona nakonec sešlo.

## Historie návrhu

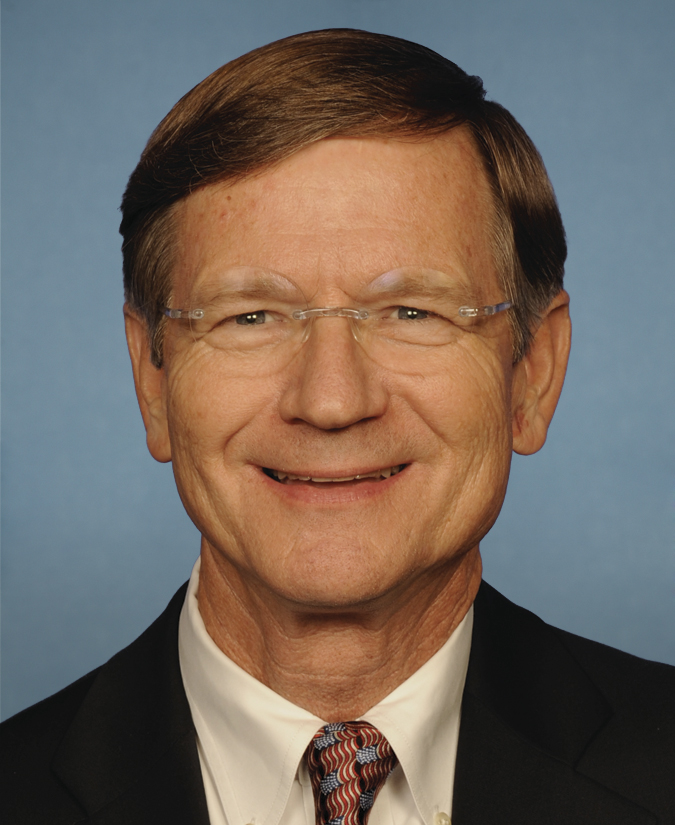
Lamar Smith – předkladatel zákona

Návrh zákona byl předložen ve Sněmovně reprezentantů 26. října 2011. Staví na americkém zákoně PRO-IP Act z roku 2008 a souvisejícím senátním návrhu zákona PROTECT IP Act.

## Důsledky
V původním návrhu zákona se počítá s možností amerického ministerstva spravedlnosti, ale i držitelů autorských práv, usilovat o soudní příkaz proti každému webu podezřelému, že umožňuje sdílet obsah porušující autorská práva nebo že na takový obsah odkazuje. Tento zákrok by měl probíhat na základě rozhodnutí jakéhokoliv federálního soudu. Soud by také mohl nařídit firmám provozujícím internetovou reklamu či finanční služby (jako například PayPal) mající výdělek z těchto stránek, blokovat vyhledávání na těchto stránkách.
Návrh zákona míří i na zahraniční zdroje. Soudy v USA by např. mohly nařizovat providerům, aby jejich DNS servery nepřekládaly konkrétní internetové adresy (URL) správně, ale aby přesměrovaly uživatele internetu na jiné IP adresy, kde by byla informace o důvodech znepřístupnění zahraničních serverů, které podle soudu porušují americká práva.
Návrh zákona by taktéž zaváděl neoprávněné streamování autorsky chráněného obsahu jako trestnou činnost s maximálním trestem odnětí svobody na 5 let za deset takových porušení během půl roku. Dával by také imunitu internetovým službám, které dobrovolně přijmou opatření proti webovým stránkám s nevhodným obsahem.

## Podpora
Zákon předložil republikán Lamar S. Smith s podporou 12 dalších členů sněmovny. Ten již v roce 2006 předložil obdobný návrh upravující tzv. Digital Millennium Copyright Act. 17. prosince 2011 měl návrh zákona podporu 31 poslanců.
Návrh zákona má dále širokou podporu společností využívajících autorské právo jako např. Motion Picture Association of America, Recording Industry Association of America, Macmillan Publishers, Viacom, a další firmy zabývající se filmem, televizí nebo hudbou. Mezi podporovatele patří také společnosti vlastnící známé ochranné známky, mezi které patří např. Nike, L'Oréal nebo Acushnet Company.
Z mediálních společností mezi podporovatele zákona patří největší americké mediální korporace – ABC, Comcast/NBS Universal (které vlastní MSNBC, NBC News a Universal Studio), Viacom (který vlastní CBS), News Corporation Ruperta Murdocha (která vlastní např. Fox, Fox News a desítky televizních, filmových studií, rádií, časopisů a dalších médií) a společnost Time Warner (která vlastní CNN). Organizace Media Matters na přelomu roku provedla průzkum, jak o zákonu SOPA informovala mainstreamová média. Zjistila, že zpravodajské stanice, které patří mediálním korporacím podporujícím SOPA, o tomto zákonu po celou dobu nemluvily – padla o něm jen jedna letmá zmínka (Wolf Blitzer na CNN).
Dle zastánců je potřeba posílit ochranu a prosazování autorských práv a to zejména na zahraničních webech. Jako příklad uvádějí zastánci návrhu zákona vyrovnání americké společnosti Google s americkým ministerstvem spravedlnosti ve výši 500 miliónů amerických dolarů za jeho roli v umožňování reklamy na nelegální dovoz léků z Kanady.

## Opozice a reakce

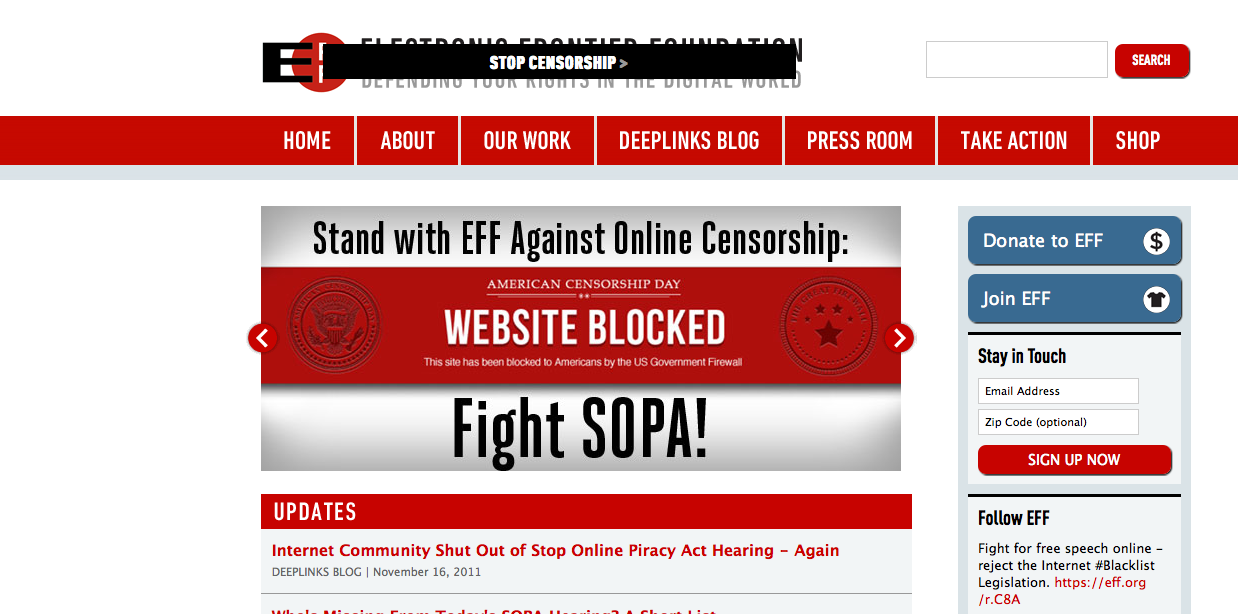
Protestní stránky webů proti SOPA

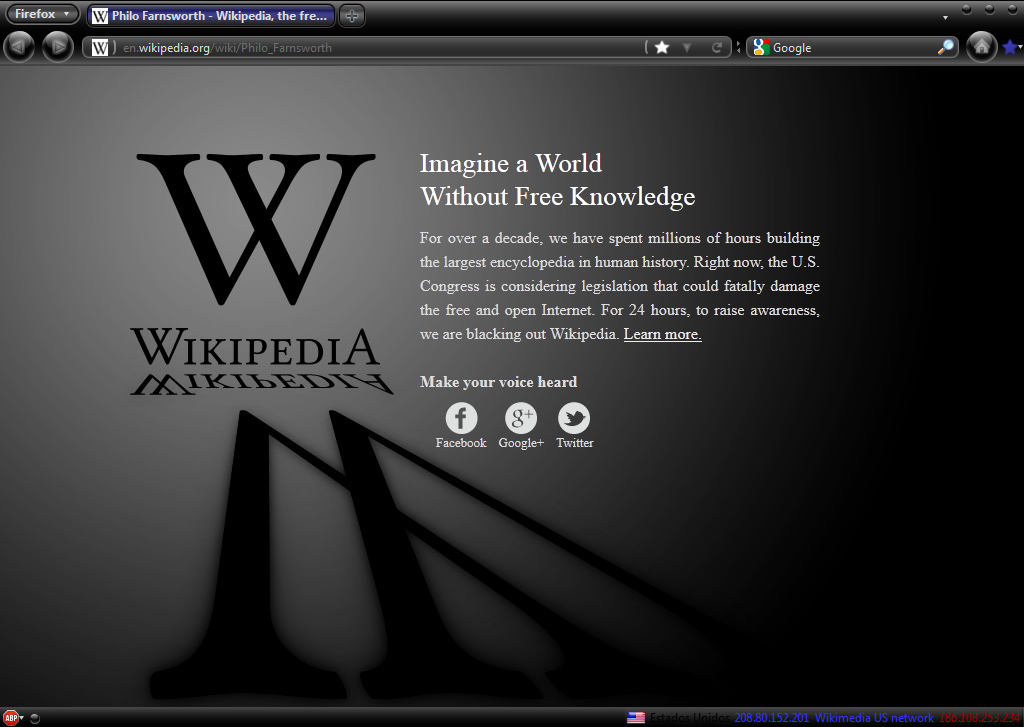
Hlavní stránka anglické Wikipedie během protestu

Ve středu 18. ledna 2012 východního amerického času (SEČ -6 hodin) byla anglická verze wikipedie po dobu 24 hodin nahrazena stránkou varující návštěvníky před přijetím tohoto zákona. Zakladatel Wikipedie Jimmy Wales na znamení protestu proti tomuto zákonu potvrdil účast Wikipedie na akci sopastrike.com. Na Twitteru prohlásil: „Jsem velmi hrdý na to, že můžeme Wikipedii přesunout jinam.“
Otevřený dopis americkému kongresu zaslali profesoři práv různých prestižních amerických univerzit, například Stanfordovy univerzity. Dále se proti návrhu postavily Mozilla Corporation, Google, AOL, Twitter, Facebook, Microsoft, Apple, Zynga a Kaspersky. Společnost Mozilla Corporation už vytvořila stahovatelný add-on, jenž cenzuru amerického internetu dokáže dočasně obejít.
Americký Bílý dům se vyslovil, že „všechny snahy o potírání internetového pirátství musí brát ohled na riziko cenzury zákonných aktivit a nesmí bránit inovacím.“ Barack Obama vyzval brzy po předložení zákona zákonodárce, aby jej přepracovali. Vetem ale zatím nepohrozil.
Společnost Go Daddy, velký americký registrátor internetových domén, návrh podpořila. Během dvou dnů přišla o 36 tisíc domén; i když to je méně než 0,2% jejího portfolia, podporu zákona přesto stáhla.

### Reakce na protesty
Po protestech různých médií 18. ledna 2012 se změnil pohled politiků na zákon SOPA. Dva vlivní kongresmani Marco Rubio a Roy Blunt z Republikánské strany stáhli svoji podporu. Termín projednávání zákona se nejdříve posunul o dva týdny a nakonec se odložil na neurčito.
Politici však chtějí zákon po úpravách dál prosazovat. Předkladatel SOPA Lamar Smith prohlásil: „Slyšel jsem vyjádření kritiků a beru vážně jejich obavy ohledně navrženého zákona, který se měl vypořádat s problémem internetového pirátství. Je jasné, že musíme znovu zvážit, jak nejlépe řešit problém zahraničních zlodějů, kteří kradou a prodávají americké vynálezy a produkty.“